# Вінфілд Скотт Генкок
Вінфілд Скотт Генкок (англ. Winfield Scott Hancock) (14 лютого 1824 — 9 лютого 1886) — американський воєначальник, генерал-майор федеральної Армії (англ. Union Army) під час Громадянської війни в США, кандидат у Президенти від Демократичної партії в 1880.

## Життєпис
Вінфілд Скотт Генкок і його брат-близнюк Гіларі Бейкер Генкок народилися 14 лютого 1824 року в місті Монтгомері-Сквер, штат Пенсільванія. Батьки — Бенджамін Франклін Генкок і Елізабет Гоксворт Генкок. Вінфілдом назвали на честь Вінфілда Скотта, відомого генерала війни 1812 року.
Вінфілд навчався спочатку в Академії Норрістаун, а потім перейшов до публічної школи, коли така відкрилася у місті, в кінці 1830 року. У 1840 році, Джозеф Форманс, місцевий конгресмен, направив Генкока до Військової Академії у Вест-Пойнті. Закінчив академію у 1844 році, і був приписаний до піхоти. Генкока було призначено другим лейтенантом у 6-й піхотний полк, що спочатку базувався на індіанській території в Ред-Рівер-Веллі.
В армії Генкок займав різні пости, був і квартирмейстером, і ад'ютантом, переважно у Форті Снеллінґ, Міннесота і Сент-Луїс, Міссурі. У Сент-Луїсі він і зустрів Ельміру (Еллі) Расселл, на якій одружився 24 січня 1850 року. Ельміра в шлюбі народила двох дітей, Рассела у 1850, і Аду в 1857 році, але обоє дітей не прожили довго.
У 1855 році Генкок став капітаном і служив у Форті Маєрс, Флорида.
На Президентських виборах у США 1880 року був кандидатом від Демократичної партії США.